# Oncopagurus oimos
Oncopagurus oimos is een tienpotigensoort uit de familie van de Parapaguridae. De wetenschappelijke naam van de soort is voor het eerst geldig gepubliceerd in 1998 door Lemaitre.